# Casia Csehi
Casia Csehi (n. 10 decembrie 1953, București) este o artistă plastică și ilustratoare din România.
În anul 1976 este absolventa Institutului de Arte Plastice „Nicolae Grigorescu”, secția Grafică, clasa profesor Vasile Kazar.
Din 1977 până în 1985 a lucrat grafică publicitară și a colaborat cu reviste și edituri importante: Editura Univers, Editura Albatros, Editura Cartea Românească, Editura Ion Creangă, Editura Litera, Editura Enciclopedică, Casa de discuri Electrecord și Revista Ariel UNICEF. Lucrările sale regăsesc la Muzeul Național de Artă Contemporană, Muzeul de Artă Galați, Muzeul de Artă Târgu Jiu, Muzeul de Artă Tulcea, Muzeul de Artă Botoșani, Fundația Romania Literara, Muzeul de Artă Contemporană Târgoviste, Colecția World Trade Center - Centrul Comercial București precum și în colecții particulare din România, Bulgaria, Ungaria, Grecia, Franța, Belgia, Olanda, Germania, Cipru, Anglia, Italia și SUA.

## Premii
- 1979 – Bursa pentru Grafică a Uniunii Artiștilor Plastici din România
- 1984 – Medalia Nicola Marinov din Bulgaria
- 2018 – Premiului pentru întreaga creație artistei Casia Csehi oferit în cadrul evenimentului expozițional Centenarul femeilor din arta românească organizat la Muzeul Național Brukenthal din Sibiu

Este membră a Uniunii Artiștilor Plastici din România din anul 1980

## Expoziții personale
- 2013 – Amethyst, Galeria de Artă, București
- 2012 – Geometria Viului, Centrul Cultural Palatele Brâncovenești, Palatul Mogoșoaia
- 2010 – Muzeul Național de Artă Contemporană, Galeria Etj. 3/4, București
- 2009 – Galeria Simeza, București
- 2001 - Art Jaz Club, București
- 2000 – Galeria Colței 42, București; Galeria Arthis, Bruxelles; Rene Magritte Cultural Centre, Bruxelles
- 1998 – Palais of Justice, Kaiserslautern
- 1997 – Galeria Orizont, București
- 1984 – Galeria Căminul Artei, București
- 2014 - Galeria IRECSON Bucuresti

## Expoziții de grup
- 1976 – Stări Galeria Orizont, At 35, București
- 1977 – Desen 77 Galeria Apollo, Târgu Mureș
- 1979 – Desen Galeria Hanul cu Tei, At 35, București
- 1980 – Expoziția Bursierilor UAP1979 Galeria Eforie, București
- 1980 – Expoziție de Gravură Galeria Hanul cu Tei Gallery, At 35, București
- 1980 – Expoziție de Gravură Muzeul Municipal Tulcea
- 1981 – Medium 81 Muzeu Sf Gheorghe
- 1983 – Desen Galeria Orizont, At 35, București; Desen Galeria Galateea, București
- 1984 – Desen / Poezie, Galeria Orizont, At 35, București, Bacău, Cluj; Desen ‘84 Galeria Eforie, București
- 1989 – Lucrări pe hârtie Galeria Podul, București
- 1991 – Expoziția Tineretului Galeria Etj. 3/4 Teatrul Național, București; Lumină / Apă / Culoare – Muzeul de Artă Oradea, Muzeul Colecțiilor București
- 1993 – Salonul Tineretului Galeria Etj. 3/4 Teatrul Național, București; Desen Galeria ArtExpo București; Desen Galeria Simeza, București; Obiect / Desen / Gravură Galeria Podul, București
- 1994 – Desen / Gravură Galeria Podul; Desen Galeria Simeza, București
- 1995 – Desen expozițe itinerantă, Bacau, Cluj
- 2006 – Pictura / Desen Galeria Veroniki, București; TIB 2006 ROMEXPO, București; Desen Galeria club UNESCO, București
- 2007 – Secvențe I Galeria Veroniki, București
- 2008 – Colecția de Artă UAPR Centrul Artelor Vizuale / Căminul Artei, București; Expoziție de grup Galeria Apollo, București
- 2009 – Salonul Anual de Artă Plastică, Palatul Șuțu, București, Ipostaze Medievale, Curtea Veche, București; Art for Help, Centrul Artelor Vizuale – Galeriile Căminul Artei, București; Artist / Profesor, Expoziție Omagială 60 de ani de la înființarea Liceului de Arte Plastice N. Tonitza, Sala C. Brâncuși, București
- 2010 – Salonul Anual de Artă Plastică, Palatul Șuțu, București; Bienala Șelari, Galeria Apollo, București; Expoziție de Artă Religioasă, Galeria Artis, București; Artistul la lucru în România, Galeria Apollo, București, Ziua Atelierelor Deschise, UAP București
- 2011 – Salonul Național de Artă Contemporană, Centrul de expoziții și evenimente Sofianu, Râmnicu Vâlcea; Interferențe Vizuale – București Obor Arta, Galeriile Piața Obor; Salonul Municipal de Grafică, Galeria Simeza, București; Seniorii Graficii Românești, Galeria Simeza, București; Sacrul în Artă, Centrul Artelor Vizuale – Galeriile Căminul Artei, București; Salonul Annual de Artă Plastică, Palatul Șuțu, București
- 2012 – Arte în București, Galeria Simeza, București; Cartea, Biblioteca Națională, București; Heraldica Luminii, Sala Brâncuși, FEMART, Centrul Artelor Vizuale, București; Șelari 13, Galeria Simeza, București; Salonul Mic Ediția a VIa, Centrul Artelor Vizuale, București;

## Expoziții internaționale
- 1982 – Itinerant Trienniale International Design Exhibition – Young Artists Nürnberg Germanisches Nationalmuseum, Germania
- 1982, 1983 The (Triennial) International Design Exhibition – Young Artists Musee Cantonal des Beaux Arts, Lausanne, Elveția
- 1982 – Engraving Exhibition Lyngby, Danemarca
- 1984 – Contemporary Romanian Art Exhibition Detroit, SUA
- 1984 – Contemporary Romanian Art Exhibition Prague, Cehoslovacia – Varșovia, Polonia
- 1984 – International Design Exhibition “PECSI GALERIA” Pecsi, Ungaria
- 1984 – International Water-Colors-Exhibition, Bulgaria
- 1990 – Arte Contemporaneo Rumena RHO, Milano
- 1992 – Contemporary Romanian Art Exhibition Mol, Moils, Pierement ,Oude Post, Belgia
- 1993 – Contemporary Romanian Art Exhibition Vorst, Galeria Ten Weyngaert, Belgia
- 1993 – The Contemporary Romanian Art Exhibition Gent, Belgia